# Fritz Künkel
Fritz Künkel (Friedrich Wilhelm Künkel; * 6. September 1889 in Stolzenberg bei Landsberg an der Warthe in Westpreußen, heute Różanki, Woiwodschaft Lebus, Polen; † 2. April 1956 in Los Angeles) war ein deutscher Psychiater und einer der führenden Vertreter der Individualpsychologie in Deutschland.

## Leben
Künkel wuchs auf dem Landgut seiner Eltern auf. Er wurde die ersten Schuljahre von Privatlehrern erzogen. Sein sieben Jahre jüngerer Bruder Hans wurde Pädagoge und Individualpsychologe. Die Oberschule besuchte Künkel in Landsberg an der Warthe. Von 1907 bis 1914 studierte er Medizin in München. Im Ersten Weltkrieg wurde er von 1914 bis 1917 als Feldarzt an der Westfront eingesetzt, wo er seinen linken Arm verlor. Er konnte so seinen Arztberuf nur noch beschränkt ausüben und wandte sich deshalb der Psychiatrie zu. 1919 wurde er an der Universität Berlin mit der Schrift Die Kindheitsentwicklung der Schizophrenen promoviert. In München lernte er Alfred Adler und Leonhard Seif kennen. Dort war um 1920 eine individualpsychologische Ortsgruppe und 1922 eine Erziehungsberatungsstelle gegründet worden.
1924 ließ sich Künkel als Nervenarzt in Berlin nieder und gründete mit Otto Kaus eine individualpsychologische Ortsgruppe. Er verstand es innerhalb kurzer Zeit die Individualpsychologie in Berlin durch Vorträge in Schulen usw. bekannt zu machen. Wie bei Adler in Wien wurden in Berlin Kurse in Individualpsychologie veranstaltet und Sommerferien organisiert. Künkel hielt Referate im Ausland, auf individualpsychologischen Kongressen und war seit 1925 Mitherausgeber der Internationalen Zeitschrift für Individualpsychologie. Für die Individualpsychologischen Institute erstellte er eine Ausbildungsordnung mit theoretischem Unterricht und praktischen Übungen. Er war ab 1928 im Vorstand der Allgemeinen Ärztlichen Gesellschaft für Psychotherapie. Unter dem Einfluss marxistischer Individualpsychologen wie Manès Sperber  kam es zu einer Trennung innerhalb der individualpsychologischen Gruppe Berlins. Als sich diese in zwei Vereine spaltete, gehörte auch das Ehepaar Künkel zu zwei verschiedenen Vereinen, wobei Fritz Künkel sich dem nichtmarxistischen anschloss.
Bis zum Kriegsbeginn 1939 arbeitete er am Deutschen Institut für psychologische Forschung und Psychotherapie, das im Mai 1936 auf Veranlassung von Reichsärzteführers Gerhard Wagner gegründet worden war. Nach einer Reise in die USA im Sommer 1939 kehrte Künkel nicht mehr nach Deutschland zurück. Er lebte in Los Angeles, wo er ein eigenes Institut gründete, Vorlesungen hielt, Patienten betreute und  Bücher schrieb.

## Werk
Obwohl Adlerianer, emanzipierte sich Künkel mit eigenen Theorien und begründete eine, wenn auch nicht Schule, so doch eigene Richtung der Tiefenpsychologie, die „Charakterologie“. Nach Handlbauer gehörte Künkel zu den religiös motivierten Mitarbeitern Adlers, die die philosophische Schwäche der Individualpsychologie durch religionsphilosophische Gesichtspunkte auszugleichen versuchten. Dadurch kam es Anfang der dreißiger Jahre zum Bruch mit Adler.

„Dieses Buch soll einer doppelten Absicht dienen. Erstens versucht es, dem praktischen Arzt und dem Medizinstudenten diejenige Kenntnis der neueren Seelenheilkunde zu vermitteln, die er für seine tägliche Arbeit unbedingt nötig hat. Zweitens aber versucht es, quer durch die Schulstreitigkeiten der verschiedenen psychotherapeutischen Systeme hindurch zu einer einheitlichen Auffassung sowohl der seelischen Krankheiten wie auch der Heilungsprozesse vorzustossen.“

## Publikationen
- mit Herbert Seng: Psychotherapie und Seelsorge. Zur Frage der religiösen Heilungen (= Arzt und Seelsorger. Hrsg. von Carl Gunther Schweitzer. Heft 1). Bahn, Schwerin 1925.
- [Angewandte] Charakterkunde. 6 Bände. Hirzel, Leipzig 1928–1935.
- Die Arbeit am Charakter. Die neuere Psychotherapie in ihrer Anwendung auf Erziehung, Selbsterziehung und Seelenführung. Bahn, Schwerin 1929.
- mit Eduard Le Seur: Charaktererziehung als heilseelsorgerliche Aufgabe. Der kritische Punkt in der Charakterkunde [Korreferat von Fritz Künkel], Bahn, Schwerin 1929.
- Jugendcharakterkunde. Theorie und Praxis des Erwachsenwerdens. Bahn, Schwerin 1930.
- Grundzüge der politischen Charakterkunde. Junker und Dünnhaupt, Berlin 1931.
- Krisenbriefe. Die Beziehungen zwischen Wirtschaftskrise und Charakterkrise. Bahn, Schwerin 1932.
- Grundzüge der praktischen Seelenheilkunde. Hippokrates, Stuttgart 1935.
- mit Elisabeth Künkel: Die Erziehung Deiner Kinder. Hilfsbuch für Eltern und Erzieher. Falken, Berlin 1936.
- Das Wir. Die Grundbegriffe der Wir-Psychologie. Bahn, Schwerin 1939.
- mit Roy E. Dickerson: How character develops. A psychological interpretation. Scribner, New York 1940.
- In search of maturity. An inquiry into psychology, religion, and self-education. Scribner, New York 1943.
- Ringen um Reife. Eine Untersuchung über Psychologie, Religion und Selbsterziehung. Bahn, Konstanz 1955.
- mit Ruth Gardner: What do you advise? A guide to the art of counseling. Washburn, New York 1946.
- Creation continues. A psychological interpretation of the first gospel. Scribner, New York 1947.
- Die Schöpfung geht weiter. Eine psychologische Untersuchung des Matthäus-Evangeliums. Bahn, Konstanz 1957.
- My dear ego. A look in the mirror. Pilgrim Press, Boston 1947.